# Podlaško vojvodstvo
Podlaško vojvodstvo je enota upravne razdelitve Poljske, in sicer eno šesnajstih vojvodstev. Leži v severovzhodnem delu države. Meji na Belorusijo in Litvo.
Podlaško vojvodstvo se od drugih poljskih vojvodstev odlikuje po neokrnjeni naravi. Na njegovem območju se nahajajo prvotni pragozdovi in unikatno nedotaknjeno barje na bregovih reke Biebrze. Glavni vir zaslužka vojvodstva še vedno ostaja kmetijstvo, a vse večji pomen ima tudi turizem. V širnih gozdovih (pragozdovi: Beloveški, Avgustovski, Knišinski, Zeleni in Romincki), ki so kot edini v Evropi v tolikšnem obsegu ohranili neokrnjeno stanje, lahko najdemo veliko redkih in ogroženih vrst rastlin in živali. Štirje narodni parki, trije pokrajinski parki in 85 naravnih rezervatov pokrivajo skoraj 40 % površine vojvodstva.
Območje vojvodstva obsega nekaj kulturno-zgodovinskih pokrajin: večji del Podlašja, Suvalščizno, del vzhodne Mazovije in košček Črne Rusije.
Podlaško vojvodstvo je etnično in kulturno najbolj raznoliko vojvodstvo Poljske. Od stoletij poleg Poljakov živijo tu tudi Belorusi, Litovci, Tatari, ruski staroverci, Judi, Ukrajinci in Romi. V pretežno katoliški Poljski se Poldaško vojvodstvo odlikuje po znatnem deležu pravoslavnega prebivalstva.

### Največja mesta
Mesta z nad 20.000 prebivalcev (2005)
- Białystok – 291 823
- Suwałki – 69 268
- Łomża – 63 819
- Augustów – 29 971
- Bielsk Podlaski – 26 893
- Zambrów – 22 782
- Grajewo – 22 718
- Hajnówka – 22 159